# Дурное воспитание
«Дурное воспитание» (исп. La mala educación) — драма испанского кинорежиссёра Педро Альмодовара, снятая в 2004 году.
Мировая премьера картины «Дурное воспитание» состоялась 12 мая 2004 года на торжественном открытии 57-го Каннского кинофестиваля.

## Сюжет
Энрике (Феле Мартинес), преуспевающий 27-летний режиссёр, находится в поиске нового сюжета для своего фильма. Однажды, пока он работает в своём офисе, к нему заходит молодой человек, который представляется его другом детства Игнасио (Гаэль Гарсия Берналь). «Игнасио» говорит Энрике, что остро нуждается в работе, а также передаёт ему написанный им рассказ об их детских годах и просит называть его не Игнасио, а Анхель.
Рассказ, озаглавленный «Визит», повествует о жизни Игнасио и Энрике в католическом интернате. Игнасио подвергается сексуальному насилию со стороны директора интерната падре Маноло (Даниэль Хименес Качо), вместе с тем Игнасио влюблён в своего школьного друга Энрике. После того как падре Маноло узнаёт об отношениях двух мальчиков, Игнасио отдаётся падре, чтобы последний не отчислил Энрике из интерната, однако падре поступает по-своему и отчисляет мальчика из учебного заведения.
Далее действие рассказа переносится на десятилетие вперёд. Игнасио становится трансвеститом и берёт имя Саара. В то время как абсолютно пьяный Энрике спит, Саара грабит его и случайно обнаруживает удостоверение последнего, из которого и узнаёт, кто перед ним. На следующее утро он навещает в интернате падре Маноло, которого шантажирует рассказом о своём детстве.
Энрике принимается за работу над фильмом, а также совершает поездку в Галисию, на родину Игнасио, и от его матери узнаёт, что уже 4 года, как Игнасио нет в живых, а человек, выдающий себя за него, в действительности его младший брат Хуан. Между тем он продолжает работу над фильмом, но изменяет в сценарии заключительную сцену: в фильме Саару, которую играет Хуан, убивает коллега падре Маноло по интернату падре Хосе (Франсиско Маэстре).
По завершении съёмок на площадке появляется некий сеньор Беренгер (Луис Омар), узнавший из газет о съёмках этого фильма. Оказывается, что Беренгер и есть падре Маноло, который покинул интернат, женился и завёл сына. Энрике узнаёт от него, что Игнасио/Саара действительно вымогал у него деньги на наркотики и операцию по смене пола. Тогда же Беренгер впервые встретился с Хуаном и влюбился в него. Вскоре они оба разработали план, как убить Игнасио/Саару. Они подготавливают для него дозу чистого героина, от передозировки которого Игнасио/Саара и умирает в тот момент, когда печатает письмо Энрике.
Энрике шокирован услышанным и разрывает все отношения с Хуаном, однако перед уходом Хуан отдаёт Энрике то самое последнее письмо, так и не дописанное Игнасио.

## В ролях
| Актёр                | Роль            |
| -------------------- | --------------- |
| Гаэль Гарсиа Берналь | Анхель / Хуан   |
| Феле Мартинес        | Энрике Годед    |
| Даниэль Хименес Качо | падре Маноло    |
| Луис Омар            | сеньор Беренгер |
| Франсиско Маэстре    | падре Хосе      |
| Франсиско Бойра      | Игнасио         |
| Хавьер Камара        | Пакито          |

## Награды и номинации

### Номинации
- 2005 — Премия BAFTA
  - Лучший не англоязычный фильм — Педро Альмодовар, Агустин Альмодовар
- 2005 — Премия «Сезар»
  - Лучший фильм Европейского союза — Педро Альмодовар
- 2004 — Премия European Film Awards
  - Лучший актёр (зрительская награда) — Феле Мартинес
  - Лучший режиссёр — Педро Альмодовар
  - Лучший оператор — Хосе Луис Алькайне
  - Лучший композитор — Альберто Иглесиас
  - Лучший фильм — Агустин Альмодовар, Педро Альмодовар
  - Лучший сценарист — Педро Альмодовар
- 2005 — Премия «Гойя»
  - Лучший режиссёр — Педро Альмодовар
  - Лучший фильм
  - Лучший художник — Антхон Гомес
  - Лучшее продюсирование — Эстер Гарсия
- 2005 — Премия «Независимый дух»
  - Лучший зарубежный фильм — Педро Альмодовар